# Brentwood (Maryland)
Brentwood è un comune degli Stati Uniti d'America, situato nello stato del Maryland, nella contea di Prince George's.

## Storia

### Il nome di Brentwood

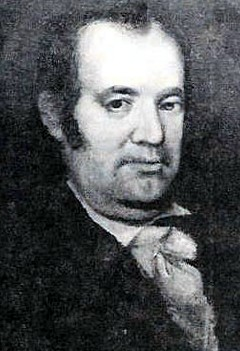
Robert Brent

Il nome Brentwood's deriva da Brents Wood (i boschi di Brent), una proprietà costituita a Washington, D.C. all'inizio del 1800, da Robert Brent, primo sindaco di Washington. D.C., istituì questo appezzamento come dono in occasione delle nozze della figlia e da Brentwood Road, che attraversava la proprietà Brent giungendo ai sobborghi del Maryland.
Robert, figlio di Giles Brent, giunto con le sorelle Mary e Margaret in Mariland nel 1638.

### Agli albori del governatorato
Il precursore di un governatorato permanente a Brentwood fu la Brentwood Improvement Association della Contea di Prince George's. Il primo incontro di questo gruppo si tenne nel 1917, al secondo incontro oltre a tracciare i confini della comunità si optò per un cambio di nomenclatura e si passò a West Brentwood Improvement Association.
Nel 1917 l'associazione, grazie alle donazioni dei membri, acquistò 10 lanterne a cherosene, la cui manutenzione era affidata ai cittadini più vicini a ciascuna lampada, e attrezzi per scavare canali di drenaggio; ogni attività era svolta di comune accordo e basata sul lavoro volontario degli associati.
Il 15 novembre 1921 il gruppo decise che Brentwood avrebbe dovuto costituirsi come municipalità in modo da poter riscuotere tasse per la manutenzione e la costruzione di strade.
Il 20 dicembre 1921 l'associazione si votò per istituire un consiglio cittadino guidato da un sindaco.

### La formazione del comitato
Il 5 gennaio 1922 si tenne un'assemblea straordinaria e si costituì un comitato per la preparazione dello statuto che, una volta accettato, fu portato presso la Maryland State Legislature ad Annapolis per la ratifica. 
Come disposto dalla legge G.A. Castle venne nominato segretario, John C. May e Joseph Herbert vennero nominati giudici e Mr. Pribula fu nominato vice-segretario.
Lo statuto originale della città venne approvato il 12 luglio 1922, le elezioni si tennero il 5 luglio dello stesso anno e vide eletto Lloyd V. Moxley.
Il 6 luglio 1922 si tenne il giuramento dei fiduciari della città e i registri e i fondi della West Brentwood Citizens Associations vennero trasferiti al municipio.
I registri del censimento tratteggiano Brentowwod, al tempo della fondazione del comune, come una comunità di lavoratori determinati a raggiungere una situazione di stabilità economica e a garantire il benessere delle proprie famiglie.

## Monumenti e luoghi di interesse

### Bartlett Park

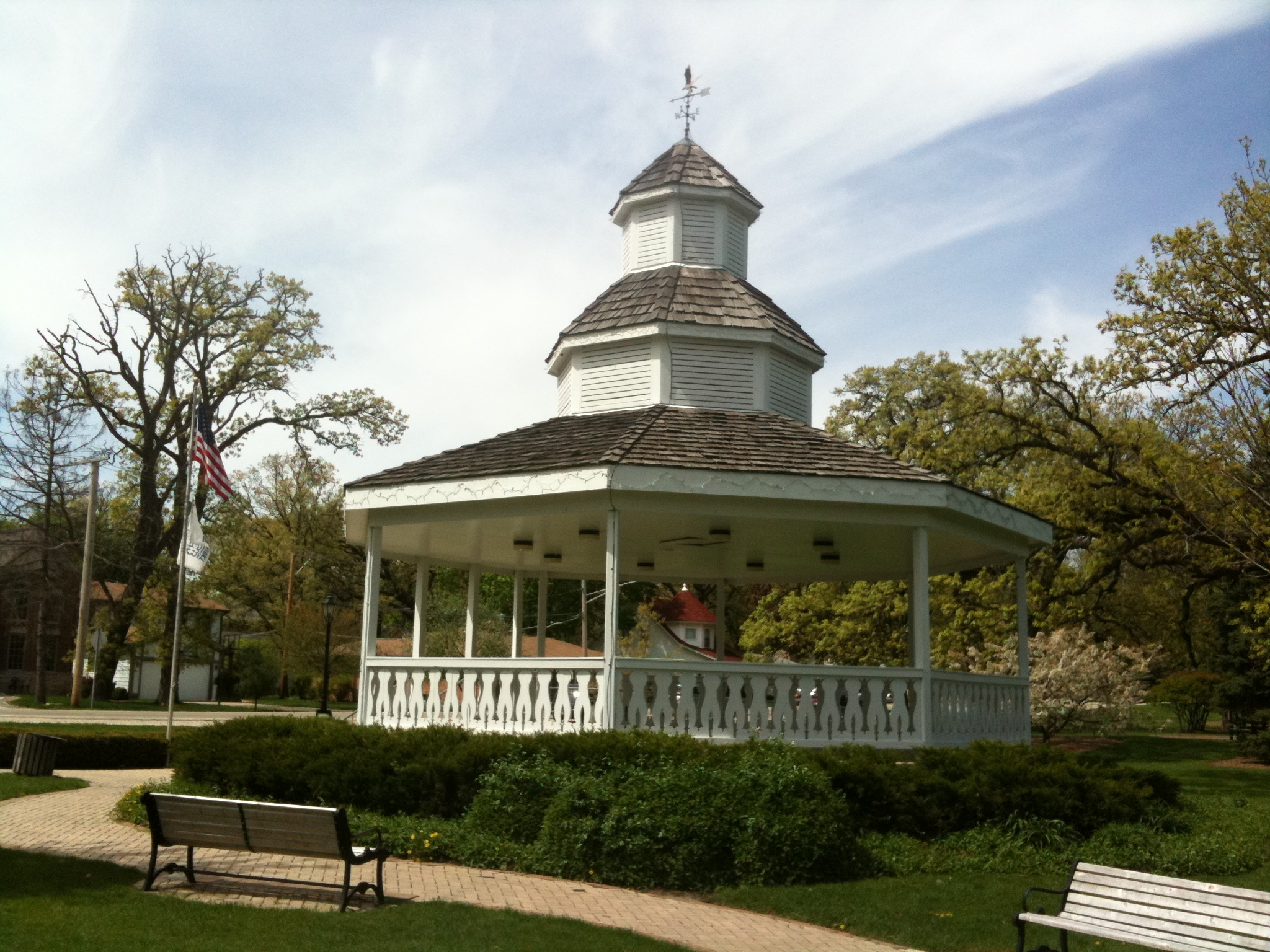
Il gazebo del parco Bartlett

Il parco Bartlett venne intitolato al capitano W. A. Bartlett, nato a Warsaw, N.Y., il 5 novembre 1844.
Bartlett si arruolò nel Berdan Sharpshooters presso Buffalo e venne ferito nella battaglia del Wilderness dove venne catturato e imprigionato; in seguito alla sua liberazione fu trasferito in Texas come ufficiale del 19º Reggimento di cui divenne capitano.
Il capitano Bartlett arrivò a Washington nel 1867, nel 1887 acquistò 206 acri di terra presso Brentwood e acquistò, in seguito, ulteriori 400 acri.
Fondò la Holladay Company, la Brentwood Company, e la Mt. Rainier Company, tutti intese allo sviluppo del territorio.
Il capitano morì nel 1908 e donò, con lascito testamentario, la terra su cui sorge il parco.